# St. Nicholas’ Collegiate Church

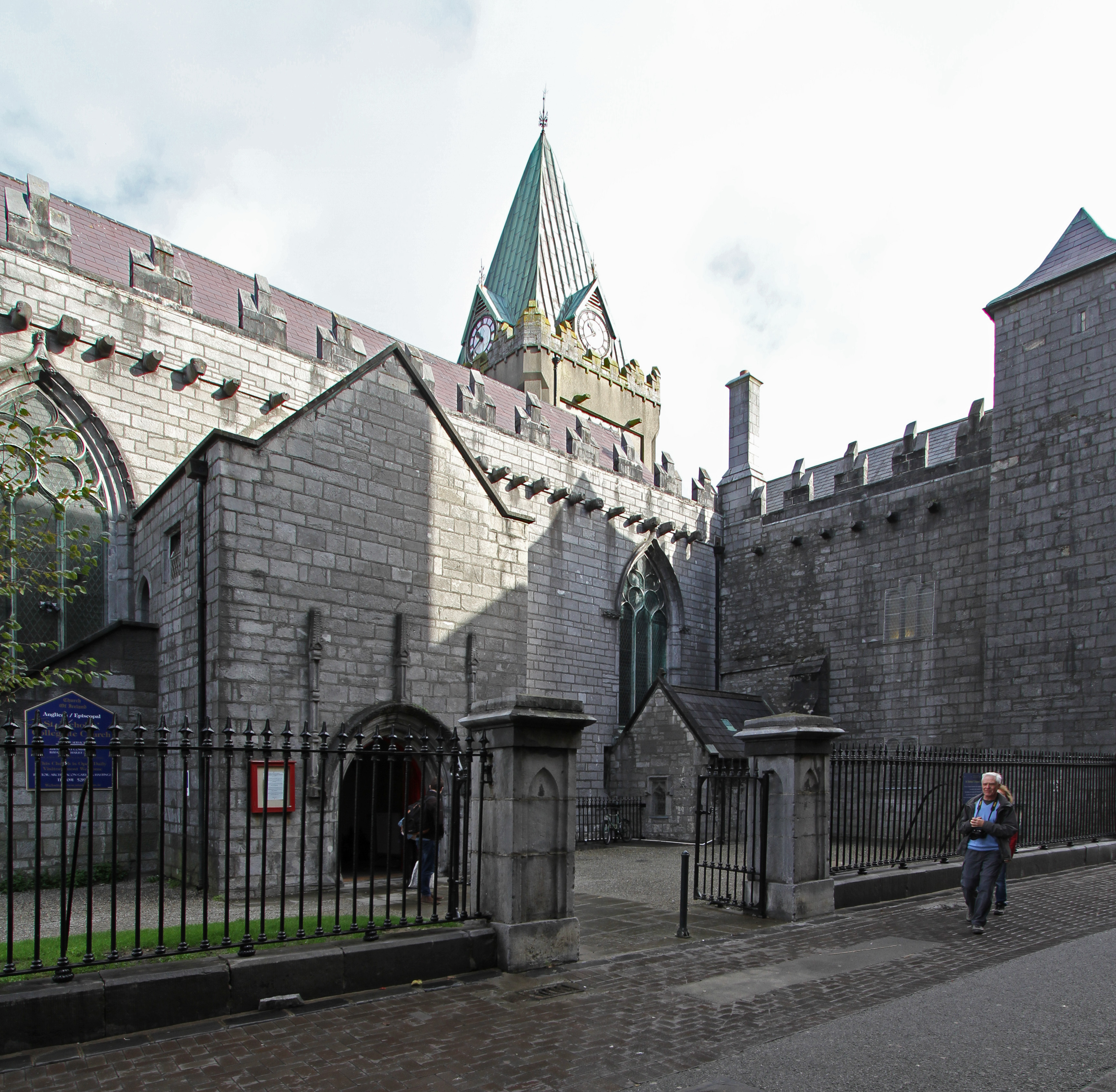
St. Nicholas’ Collegiate Church

St. Nicholas’ Collegiate Church (irisch Eaglais Choláisteach San Nioclás) ist die größte kontinuierlich genutzte mittelalterliche Pfarrkirche Irlands.

## Geschichte
Die Kirche befindet sich in Galway in der heutigen Republik Irland und wurde 1320 zu Ehren des Heiligen der Seefahrer und Kaufleute, des hl. Nikolaus, geweiht. Sie dient heute der anglikanischen Church of Ireland. 1484 wurde sie durch den Erzbischof von Tuam zur Stiftskirche eines Kollegiatstifts erhoben, was 1485 durch die Bulle Super Dominicum Gregem von Papst Innozenz VIII. bestätigt wurde. Durch diese Erhebung wurde die Stadt Galway und ihr Umland rechtlich vom Erzbistum Tuam abgetrennt und dem Stiftskolleg unterstellt, das eine diözesanähnliche Stellung erhielt.
Mit der vom englischen Königshaus durchgesetzten Reformation wurde das Stift anglikanisch, bestand aber in seinem rechtlichen Status fort. Eine parallele katholische Institution existierte im Untergrund. Im 19. Jahrhundert wandelte die Church of Ireland das Stift in eine normale Kirchengemeinde um. Der Heilige Stuhl errichtete auf dem Stiftsterritorium das Bistum Galway und Kilmacduagh.
St. Nicholas war jahrhundertelang der Ort, an dem gemäß einem königlichen Privileg (Royal Charter) aus dem Jahre 1484 alle drei Jahre der Bürgermeister und die Stadträte aus der Mitte der 14 wahlberechtigten Familien gewählt wurden.
Im Jahre 2002 erregte die erste Trauung eines lesbischen Paares in der Church of Ireland durch den Pfarrer von St. Nicholas einiges Aufsehen. Der vorgesetzte Bischof von Tuam verbot diesem daraufhin ähnliche Handlungen. Während der Renovierung der St.-Augustin-Kirche in Galway im Jahre 2005 hielt die römisch-katholische Gemeinde ihre Gottesdienste in St. Nicholas. Die Kirche wird außerdem regelmäßig von den Gläubigen der rumänischen und der russisch-orthodoxen Kirche und der in Indien beheimateten Syrischen Kirche Malankara Mar Toma genutzt.

## Architektur
Die Kirche besteht aus drei etwa gleich hohen Schiffen unter parallelen Dachfirsten, innen teils mit hölzernen Tonnengewölben gedeckt, teils ohne Decke, mit Sicht in den offenen Dachstuhl.
Damit ist sie eine Hallenkirche jenes Typs, der in den Niederlanden und Flandern verbreitet ist und in großer Zahl in Südengland (siehe Liste der Hallenkirchen im Vereinigten Königreich).